# Anxo
Anxo ist ein galicischer männlicher Vorname. Er ist eine Variante des Namens Angel.

## Bekannte Namensträger
- Anxo Lorenzo (* 1974), galicischer Musiker (Gaitaspieler)
- Anxo Quintana (* 1959), galicischer Politiker (Bloque Nacionalista Galego, BNG)